# Щебланов, Алексей Геннадьевич
Щебланов, Алексей Геннадьевич (бел.  Шчабланаў Аляксей Генадзьевіч; 24 января 1968 года, Минск, БССР, СССР) — советский и белорусский хоккеист, вратарь. Тренер.

## Биография
Воспитанник минской СДЮШОР «Юность» (тренер — Александр Решетняк).
Участник Спартакиады народов СССР (1986), юношеского чемпионата Европы (1986 — 4 место), молодёжного чемпионата мира (1988).
В высшей лиге чемпионатов СССР провел 38 матчей, пропустил 134 шайбы, получил 4 минуты штрафа.
В Суперлиге чемпионатов России — 55, пропустил 146 шайб, получил 12 минут штрафа.
С 1994 по 1999 выступал за польские клубы. С 2000 года по 2003 год являлся тренером ХК «Сточневец Гданьск».
С 2003 года тренер ХК «Юность-Минск», с 2003 по 2005 тренер сборной Беларуси, а также и молодёжной сборной Беларуси. В 2009-10 входил в тренерский штаб сборной Украины.

## Достижения
- Чемпион Спартакиады народов СССР (1986),
- Серебряный призёр молодёжного чемпионата мира (1988).
- 6-кратный чемпион Белоруссии (2004, 2005, 2006, 2009, 2010, 2011).
- 2-кратный победитель Континентального кубка (2007, 2011).

### Статистика (главный тренер)
Последнее обновление: 03 мая 2013 года
| Команда    | Турнир-сезон | Регулярный сезон | Регулярный сезон | Регулярный сезон | Регулярный сезон | Регулярный сезон | Регулярный сезон | Регулярный сезон | Регулярный сезон | Плей-офф | Плей-офф | Плей-офф  |
| Команда    | Турнир-сезон | И                | В                | ВО/ВБ            | Н                | ПО/ПБ            | П                | О                | Результат        | В        | П        | Результат |
| ---------- | ------------ | ---------------- | ---------------- | ---------------- | ---------------- | ---------------- | ---------------- | ---------------- | ---------------- | -------- | -------- | --------- |
| МХК Юность | МХЛ 2012-13  | 6                | 1                | 0                | —                | 0                | 5                | 3                | снят             |          |          |           |